# Aruna Vasudev
Aruna Vasudev, née le 1er novembre 1936 et morte à New Delhi le 5 septembre 2024, est une personnalité du cinéma indien.

## Biographie
Elle est la fondatrice de Osian’s Cinefan, le festival annuel de cinéma asiatique de New Delhi et la fondatrice de Osian’s Cinemaya, revue du film asiatique. Elle est aussi la fondatrice et présidente du NETPAC. Elle a un doctorat de l’Université de Paris sur le cinéma et la censure. Auteur de deux ouvrages sur le cinéma indien, elle a édité et coédité plusieurs livres sur le cinéma indien et asiatique. 
Depuis 1990, elle a été présidente ou membre de jury de festivals de films internationaux parmi lesquels : Karlovy Vary, Locarno, Cannes (Caméra d’or), Las Palmas, Busan, Singapour, Fajr (Téhéran), Antalya, Seoul, Tallinn.
Elle meurt en septembre 2024.

## Distinctions
- Officier de l'ordre des Arts et des Lettres (2019)[3]